# تاسمانيون أصليون

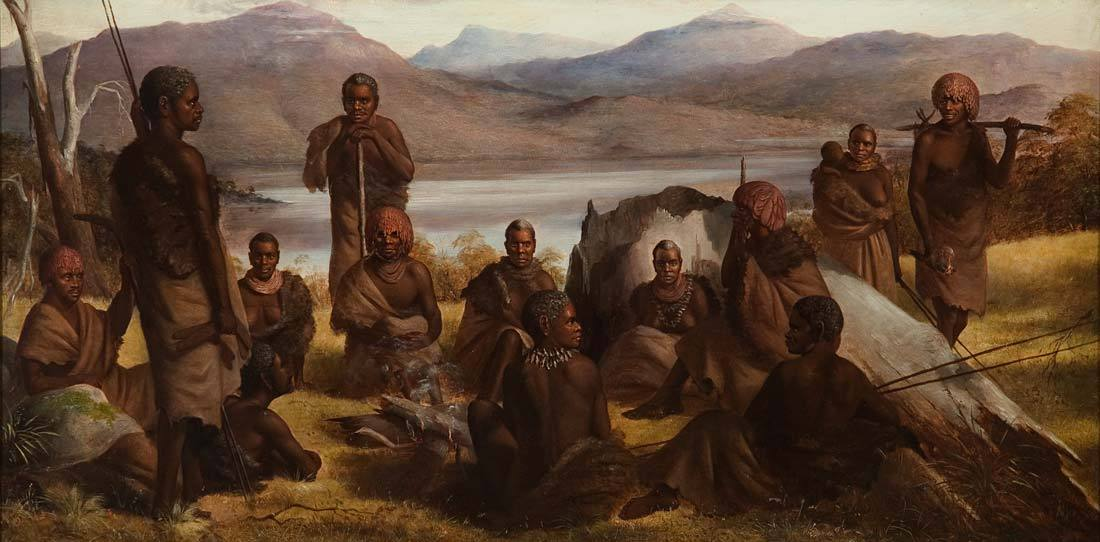
مجموعة من سكان تسمانيا الأصليين.

التاسمانيون الأصليون (بلغة بالاوا كاني: بالاوا أو باكانا) هم السكان الأصليون لجزيرة تاسمانيا الأسترالية، الواقعة جنوب البر الرئيسي. لمعظم القرن العشرين، ظُن خطًأ على نطاق واسع أنهم حضارة ومجموعة إثنية منقرضة أُبيدت عمدًا على أيدي المستعمرين البيض. تتفاوت الأعداد المعاصرة (2016) للسكان المنحدرين من التاسمانيين الأصليين بحسب المعايير المستخدمة لتحديد هذه الهوية، وتتراوح من 6.000 إلى أكثر من 23.000.
وصل أسلاف التاسمانيين الأصليين إلى تاسمانيا (التي كانت آنذاك شبه جزيرة في أستراليا) قبل نحو 40.000 عام، وفصلهم عن البر الرئيسي الأسترالي ارتفاع منسوب البحر نحو عام 6000 ق.م، فظلوا منعزلين عن العالم الخارجي مدة 8.000 عام حتى جرى اتصال مع أوروبا.
قبل الاحتلال البريطاني لتاسمانيا في 1803، قُدر عدد البالاوا بـ 3.000 إلى 15.000. انحدر عدد البالاوا انحدارًا هائلًا في العقود الثلاثة التالية، لذا بحلول عام 1835، لم يكُن قد بقي إلا نحو 400 تاسماني أصلي من نسل صافٍ، وسُجن معظم هذه البقية في معسكرات حيث ماتوا جميعًا إلا 47 في الأعوام الاثني عشرة التالية. لا يوجد إجماع على السبب، ونشأ حول ذلك جدل كبير. يرى الرأي التقليدي، الذي ما يزال مؤكدًا، أن هذا الانهيار الديموغرافي الهائل كان نتيجة تأثير الأمراض التي جرى إدخالها، وليس نتيجة للسياسة. مثلًا، كتب جوفري بليني أنه بحلول عام 1830 في تاسمانيا: «قتل المرض معظمهم، لكن الحرب والعنف الشخصي كانا مُهلكين أيضًا». نسب هنري رينولدز هذا الاستنزاف إلى خسائر الحرب السوداء. زعم كيث ويندشتل أنه إضافة إلى المرض، تفسر المتاجرة بالجنس بين نساء مجتمع يتدهور بالفعل الانقراض. يرى العديد من مؤرخي الاستعمار والإبادة الجماعية، مثل بين كيرنان وكولين تاتز وبينجامين مادلي، أن الإبادة التاسمانية مؤهلة لتُعتبر إبادة جماعية بناء على تعريف رفائيل ليمكين المعتمد في اتفاقية الأمم المتحدة للإبادة الجماعية.
بحلول 1833، كان جورج أغسطس روبنسن، برعاية نائب الحاكم جورج آرثر، قد أقنع نحو مئتي تاسماني أصلي بتسليم أنفسهم بضمانات أنهم سيتلقون الحماية والرعاية، وفي آخر الأمر سيستعيدون أراضيهم. لم تكن هذه الضمانات إلا حيلة من روبنسن أو نائب الحاكم آرثر لنقل التاسمانيين بهدوء إلى منفًى دائم في جزر فورنو. نُقل الناجون إلى مُنشأة وايبالينا للسكان الأصليين على جزيرة فلندرز، حيث استمر المرض بخفض أعدادهم. في 1847، نُقل آخر 47 ناجٍ في وايبالينا إلى شرم أويستر جنوب هوبارت. يعُتبر فردان هما تروغانيني (1812- 1876) وفاني كوشران سميث (1834- 1905)، على نحو منفصل، آخر الأشخاص المنحدرين من أصل تاسماني صِرف.
فُقدت اللغات التاسمانية الأصلية الكاملة، وتقترح الأبحاث أن اللغات المنطوقة على الجزيرة تنتمي إلى عدة عائلات لغات مميزة. ظل شعب البالاوا يستخدم بعض كلمات اللغة التاسمانية الأصلية في جزر فورنو، وثمة بعض الجهود لإعادة تجميع لغة من قوائم الكلمات المتاحة. اليوم، يصف بضعة آلاف من سكان تاسمانيا أنفسهم بأنهم تاسمانيون أصليون، نظرًا إلى أن عددًا من نساء البالاوا حملن من رجال أوروبيين في جزر فورنو وبر تاسمانيا الرئيسي. اعتبارًا من 2017، صار المرء لا يحتاج إلا إلى «تعريف ذاتي واعتراف مجتمعي» ليُعترف به على أنه تاسماني أصلي.

## تاريخهم

### قبل الاستيطان الأوروبي
عبر الناس إلى تاسمانيا قبل 40.000 سنة تقريبًا من خلال جسر اليابسة بين الجزيرة وبقية بر أستراليا الرئيسي، في العصر الجليدي الأخير. تظهر الدراسات الجينية أنه حالما ارتفع منسوب البحر ليغمر سهل الباس، انعزل سكان الجزيرة لنحو 8.000 عام، حتى الاكتشاف الأوروبي في نهاية القرن الثامن عشر وبداية القرن التاسع عشر.
حتى ثمانينيات القرن الماضي، ظُن أن تاسمانيا لم تُسكن إلا مؤخرًا نسبيًا، لكن اكتشاف رواسب عمرها 19.000 عام في كهف كوتيكينا (أو فريسر) بيّن أن المرتفعات كانت مسكونة في العصر الجليدي. في 1990، نبش علماء الآثار مواد في كهف وارن في وادي نهر ماكسويل في الجنوب الغربي، وأثبتوا بذلك استيطان السكان الأصليين مبكرًا في 34.000 قبل الحاضر، ما جعل التاسمانيين الأصليين سكان أقصى الجنوب في العالم في العصر الحديث الأقرب. كشفت الحفريات في وسط تاسمانيا وجنوبها الغربي عن اكتشافات غزيرة، وقدمت «أغنى الأدلة الآثارية من أستراليا العظمى في العصر الحديث الأقرب» من 35.000 إلى 11.000 قبل الحاضر.

### تأريخ الهجرة
استعمرت تاسمانيا موجات متعاقبة من الشعوب الأصلية من أستراليا الجنوبية في خلال العصر الجليدي، عندما كان البحر في أخفض منسوباته. يشير السجل الآثاري والجغرافي إلى فترة من الجفاف في خلال الفترة الأبرد من العصر الجليدي، رفقة صحراء تمتد من أستراليا الجنوبية إلى وسط أراضي تاسمانيا، مع فترات متقطعة من مناخ أكثر دفئًا ورطوبة. لا بد أن المهاجرين من أستراليا الجنوبية إلى شبه جزيرة تاسمانيا قد عبروا امتدادات من مياه البحر والصحراء، ووجدوا أخيرًا واحات في مرتفعات الملك (جزيرة الملك اليوم).
يشير السجل الآثاري والجغرافي واللغوي إلى موجات احتلال متعاقبة لتاسمانيا، واندماج ثلاث مجموعات لغوية في مجموعة واسعة واحدة. وجد المستوطنون الاستعماريون مجموعتين لغويتين وإثنيتين رئيستين في تاسمانيا عند وصولهم، النارا الغربية والمارا الشرقية. يبدو أن اختلاط أسماء النارا الطبوغرافية (أسماء الأماكن) في منطقة لغات المارا الشرقية بقية من بقايا من الغزوات القديمة التي تعكس الأعمال العدائية في خلال الأوقات الاستعمارية.
- مجموعة لغات بالاوا العصر الجليدي – أول مجموعة لغوية وإثنية في تاسمانيا، والتي إما امتصتها الغزوات التالية أو حلت محلها باستثناء مجموعة باقية على شبه الجزيرة التاسمانية. اندمج السكان الممتصون في تاسمانيا الشرقية بالناطقين بالفيكتورية من مجموعة لغات مارا عبر حدود تاسمانيا الشرقية.
- أزاح الناطقون بالفورنوية البالاوا في شمال شرق تاسمانيا وصولًا إلى أورفورد. اختفوا أيضًا أو امتصتهم مجموعة لغات مارا، وهي خليط من بالاوا العصر الجليدي، والفورنو، والفيكتورية.
- غزا الناطقون بالنارا تاسمانيا الغربية لكنهم رُدوا على أعقابهم. ويرتبط ذلك بالأمة الغربية من سكان تاسمانيا الأصليين.

بعد أن ارتفع البحر ليخلق مضيق الباس، صار البر الأسترالي الرئيسي كتلًا أرضية منفصلة، وفُصل السكان الأصليون الذين هاجروا من البر الرئيسي عن أولاد عمومتهم في البر الرئيسي. يقترح الدليل الآثاري أن بقايا السكان الذين حوصروا على مرتفعي الملك وفورنو حوصروا بسبب المياه المرتفعة، وماتوا لاحقًا.